# Meligethes exilis
Meligethes exilis är en skalbaggsart som beskrevs av Sturm 1845. Meligethes exilis ingår i släktet Meligethes, och familjen glansbaggar. Enligt den finländska rödlistan är arten sårbar i Finland. Arten är reproducerande i Sverige. Artens livsmiljö är åsmoskogar.